# Lee Babel

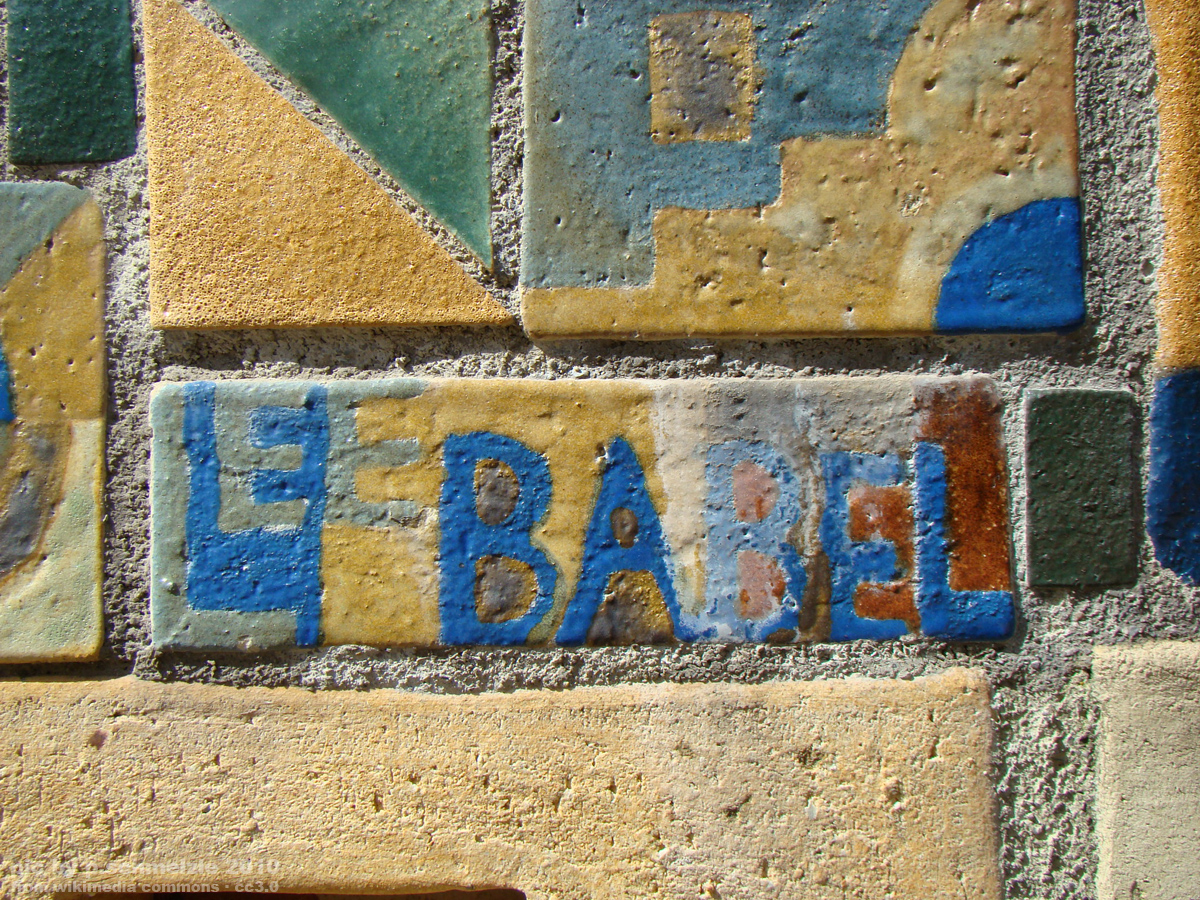
Künstlersignatur von Lee Babel an der Großkeramik an der Wartbergstraße in Heilbronn

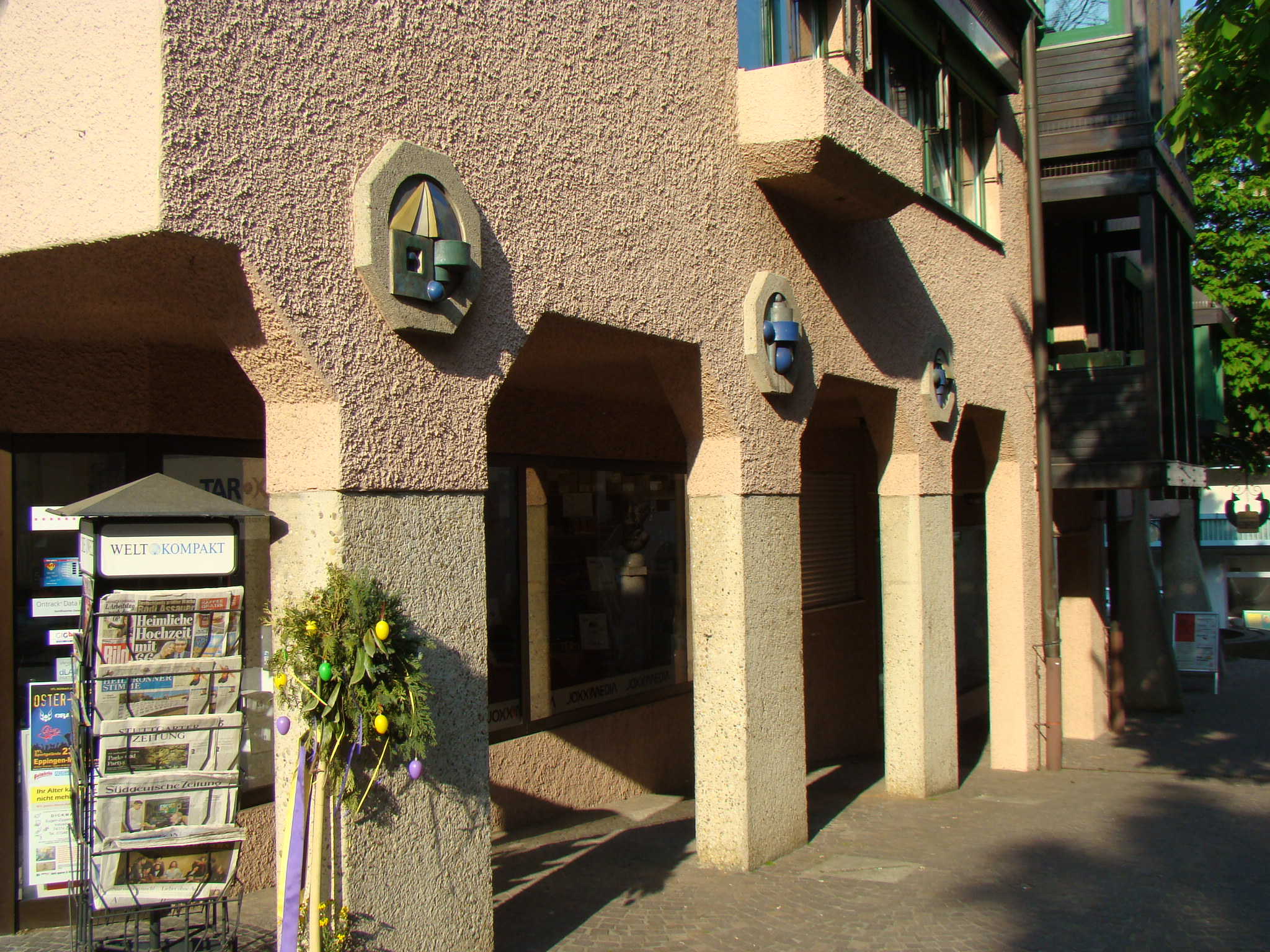
Keramik-Fassadenreliefs von Lee Babel in Güglingen

Lee Babel (* 14. September 1940 in Heilbronn) ist eine deutsche Keramikerin.

## Leben
Lee Babel war von 1957 bis 1960 Schülerin von Walburga Külz (1921–2002), studierte ab 1960 an der Kunstakademie Berlin und gründete im Jahr 1962 eine eigene Werkstatt in Heilbronn, wo sie auch Ausstellungen im Galeriebetrieb veranstaltete. Bereits in den 1960er Jahren nahm sie an internationalen Veranstaltungen teil, 1967 an einem Symposion in der CSSR, 1969 war sie am Aufbau einer Kunstgewerbeschule in Nairobi beteiligt, 1978 am Keramiker-Symposion in Bassano del Grappa. Seit 1970 erschafft sie freie keramische Plastiken und Wandgestaltungen, seit 1975 außerdem begehbare Plastiken. Ihre keramischen Arbeiten sind aus geometrischen Grundfiguren wie Linien, Kreisen und Quadraten zusammengesetzt und erhalten eine komponierte Binnenstruktur aus Relief und Farbe. Ihre Arbeiten sind seit mehreren Jahrzehnten national und international zu sehen.
In ihrer Heimatstadt Heilbronn zählte sie 1981 zu den Initiatoren der mehrwöchigen Schau Das Haus in der Kunst mit architektonischen Skulpturen auf Straßen und Plätzen. Im öffentlichen Raum befinden sich in Heilbronn mehrere ihrer Großkeramiken, darunter die Arbeit Unter der Sichel des Mondes von 1990 im Deutschhof und eine weitere Arbeit an der Ecke Wartberg-/Sichererstraße. 1984 erhielt sie den Anerkennungspreis des Landes Baden-Württemberg.
Babel lebt zeitweise in Italien, wo sie seit 1979 Keramik in der Werkstatt Fara Vicentica herstellt. Sie arbeitet mit dem italienischen Keramiker Alessio Tasca, mit dem sie einige der mit dem Goldenen Löwen prämierten Keramiken der 48. Biennale in Venedig 1999 für das Museo Civico della Ceramica in Nove/Italien erwarb und außerhalb Italiens präsentierte, u. a. in Mindelheim und Memmingen. Babel und Tasca waren 2003 Gegenstand einer Ausstellung im Marburger Universitätsmuseum im Schloss, wo zuvor eine Ausstellung Walburga Külz gewidmet war, außerdem 2004 in den Kunstsammlungen der Veste Coburg.
Im Jahr 2006 erfolgte in Heilbronn eine Spende durch Sparkassenstiftung, Südwestdeutsche Salzwerke, Stadtwerke Heilbronn, Heilbronner Versorgungs GmbH und Paul- und Anna-Göbel-Stiftung in Höhe von insgesamt 10.000 Euro zur Dokumentation des künstlerischen Lebenswerks der Künstlerin.

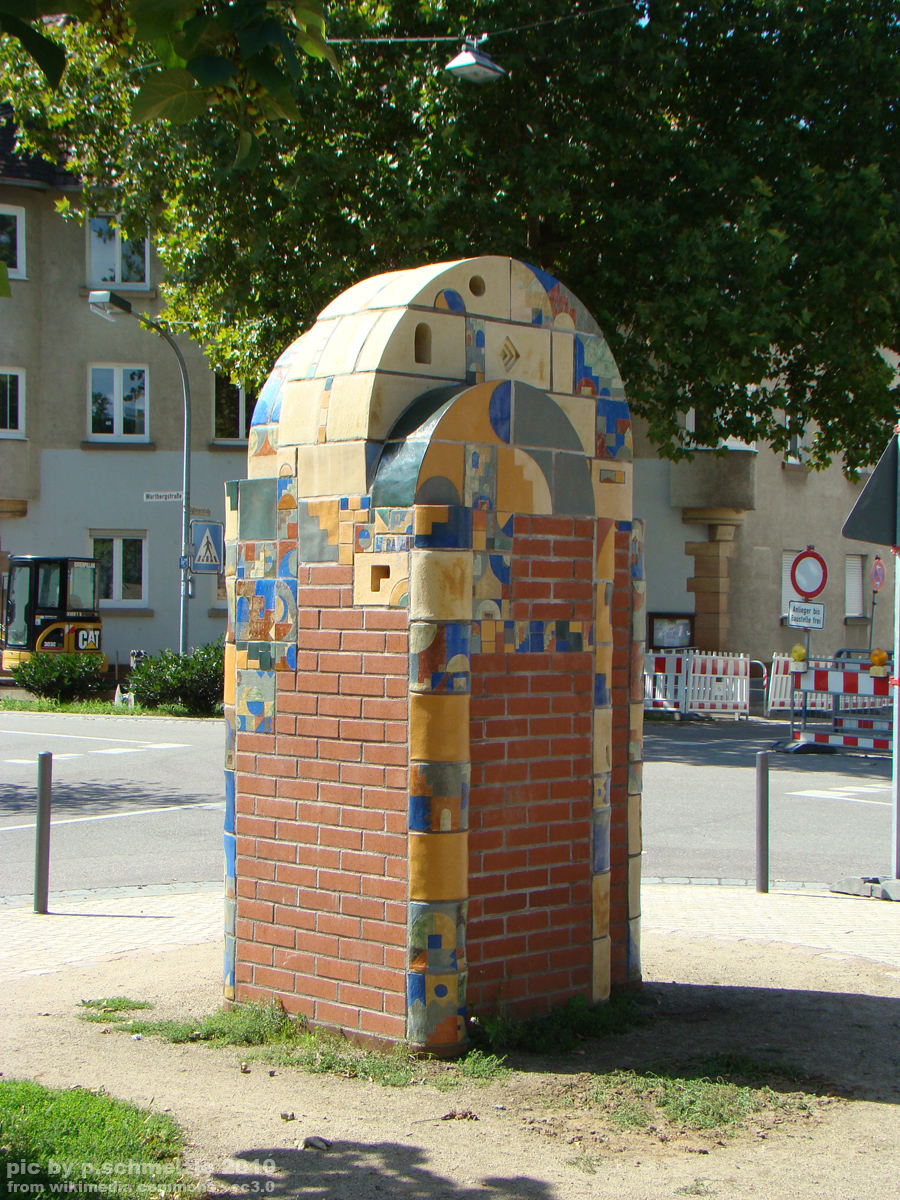
Großkeramik an der Wartbergstraße in Heilbronn
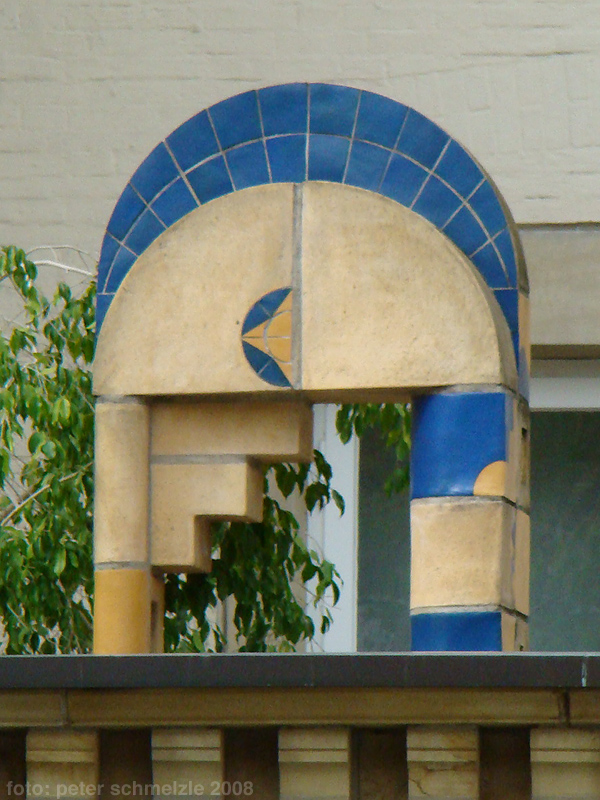
Unter der Sichel des Mondes im Deutschhof in Heilbronn
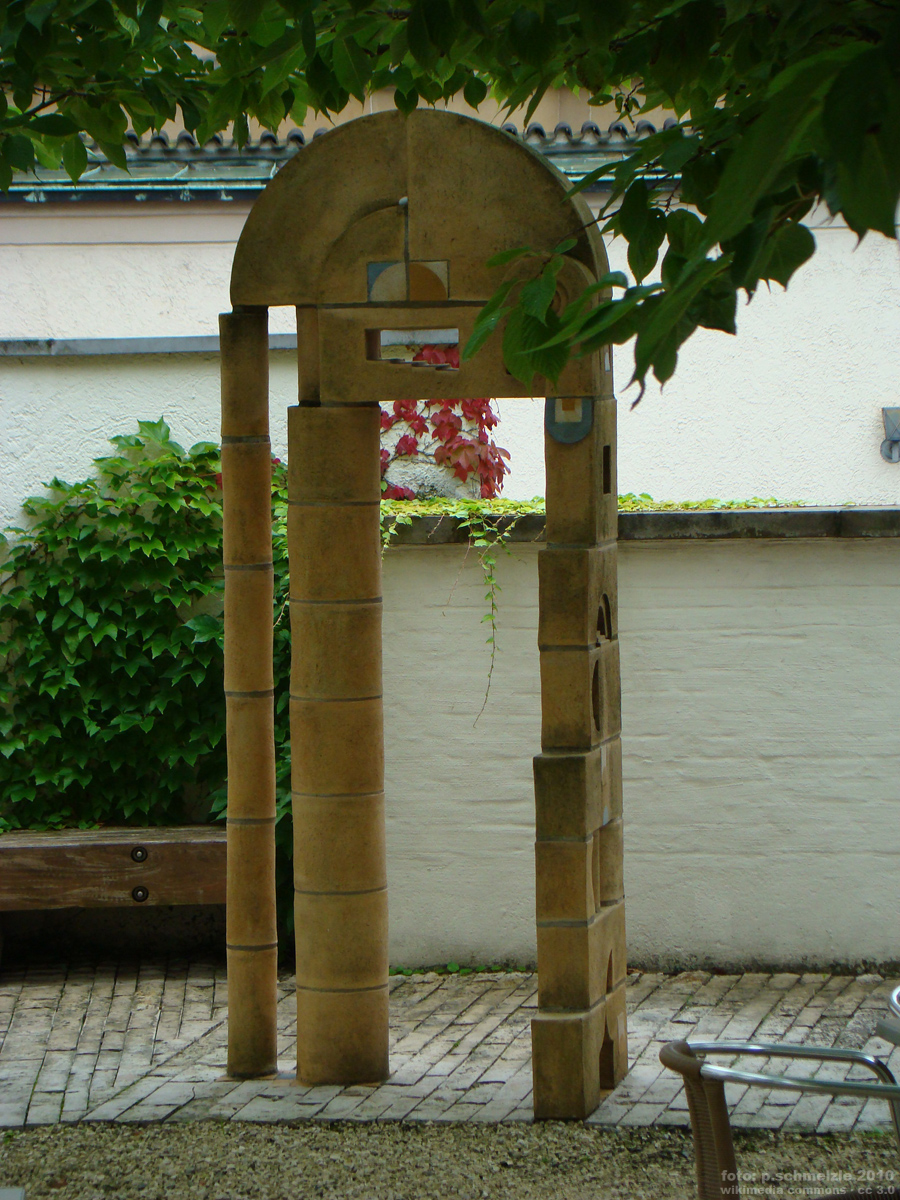
Weitere Großkeramik im Heilbronner Deutschhof
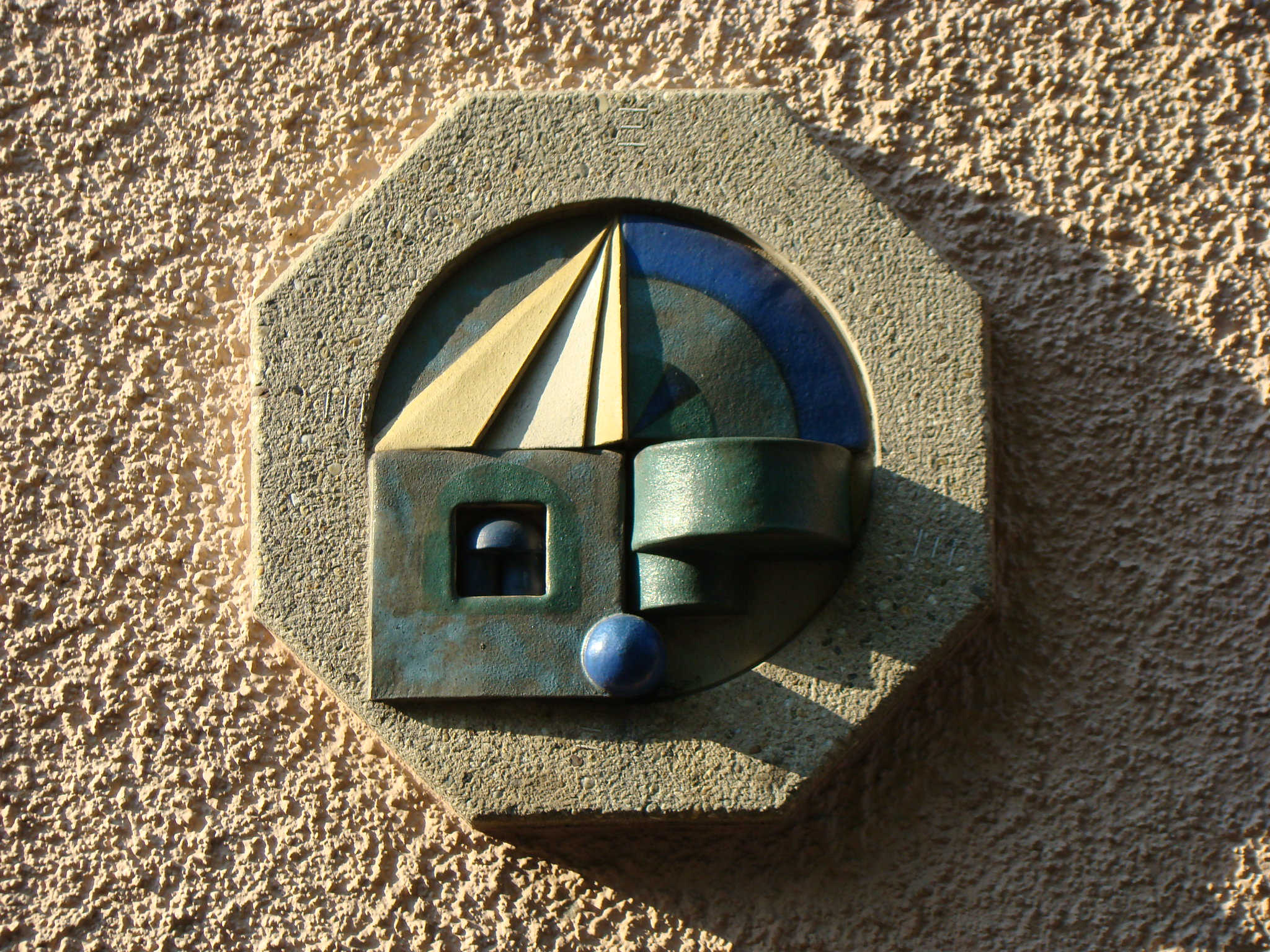
Detail: Fassadenrelief in Güglingen

## Ausstellungen (Auswahl)
- 1982: Galleria Kreth d' Oray, Heidelberg (mit A. Tasca)
- 1983: Galerie Klewerk, Krefeld (mit W. Kulz)
- 1983: Galerie Buchholz, München (mit W. Kulz)
- 1986: Galerie Gljna, Ljubljana (mit A. Tasca)
- 1986: XV Biennale bronzetto, Palazzo della Ragione, Padova
- 1987/88: Ceramisti Finlandesi e Tedeschi, Museum für Kunsthandwerk, Frankfurt am Main und Kestnermuseum, Hannover
- 2022: Ausstellungsraum Inselspitze, Heilbronn